# Max Yasgur

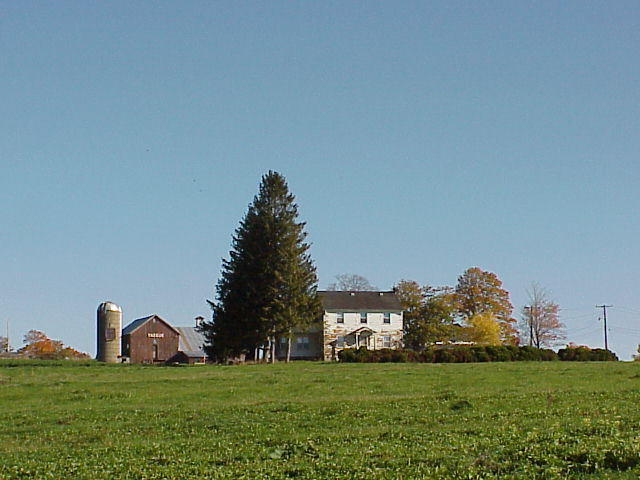
Max Yasgurs gård.

Max Yasgur, född 15 december 1919 i New York i New York, död 9 februari 1973 i Marathon i Florida, var en amerikansk jordbrukare. I augusti 1969 upplät Yasgur sin mark nära Bethel i Sullivan County, i delstaten New York, åt den klassiska Woodstockfestivalen och skrev därmed för evigt in sitt namn i både pop-, rock- och hippiekulturens historiebok. 
Ursprungligen hade festivalen planerats till en annan plats, som verkligen hette "Woodstock", men när arrangörerna började inse hur stort deras evenemang skulle bli (vid tiden för bytet av plats räknade man med "uppåt 100 000 besökare"), började man leta efter en ny plats.
Max Yasgurs son lär ha rekommenderat arrangörerna att fråga fadern. Denne var vid tiden endast mjölkbonde och ägde mark som inte brukades. Men Yasgur var en 49-årig konservativ republikan utan större sympatier för vare sig musiken eller hippies.
Det påstås att orsaken till att han likväl gick med på att upplåta sin mark åt festivalen (som behöll det kommersiellt gångbara namnet "Woodstock") främst var att han, innan han bestämt sig, fick otaliga uppmaningar från sina grannar att inte upplåta sin mark åt hippies, vilket irriterade honom kraftigt. När denna tredagarsfestival körde igång den 15 augusti 1969, hade närmare en halv miljon människor samlats på Yasgurs farm. Trots svagt hjärta arbetade Yasgur intensivt med att få fram mat till besökarna.